# أنقذوا الأطفال
أنقذوا الأطفال (Save the Children) هي منظمة غير حكومية بريطانية تُعنى بالدفاع عن حقوق الطفل حول العالم. تُعتبر أول حركة مستقلة تدافع عن الأطفال حيث أنها تقدم مساعدات إغاثية كما تساعد في دعمهم في البلدان النامية.

## الهيكلة
إضافة إلى منظمة أنقذوا الأطفال-بريطانيا فإن للمنظمة مكاتب عديدة حول العالم تبلغ 28 مكتبا وهي أعضاء في منظمة أنقذوا الأطفال العالمية وهي شبكة عالمية تتألف من منظمات غير ربحية وتدعم شركاء محليين في أكثر من 120 بلدا حول العالم، ومن بين هذه المكاتب مكاتب سياسية تتواجد في نيويورك وبروكسل وجنيف هدفها تحقيق أكبر قدر من التنسيق في مجهودات الإغاثة مع الأمم المتحدة. تحاول المنظمة من خلال سنها لسياسات لدعم الطفولة أن تساهم في كسب المزيد من الحقوق للأطفال ويظهر ذلك في إعلان حقوق الطفل.

## التاريخ
أُنشئت منظمة أنقذوا الأطفال في 15 أبريل 1919 بلندن من أجل الدفاع عنهم وذلك من خلال تحسين أوضاعهم المعيشية عبر دعم التعليم وفرص الاقتصاد والاهتمام بالصحة، كما تقدم مساعدات طارئة أثناء وقوع الكوارث والحروب. أسستها أغلانتين جيب وأختها الناشطة دوروثي بكستون، وفكرة إنشاءها جاءت كمحاولة للتخفيف من حدة الجوع في ألمانيا والإمبراطورية النمساوية المجرية أثناء الحصار على ألمانيا في الحرب العالمية الأولى.

## النشاطات
تنشط المنظمة في عدة أماكن من العالم ومن بينها السودان حيث أنها حذرت من تفاقم أوضاع اللاجئين في السودان وجنوب السودان. وتعتمد كذلك على عدة مشاهير كالمغنية ألكزندرا بيرك ولاعب الكرة البريطاني فرانك لامبارد من أجل الترويج لنشاطاتها كالحث على إنقاذ ثلاثة ملايين طفل من الموت وذلك من خلال توفير لقاحات خاصة والتي تتطلب مبالغ مالية هامة. كما حذرت أيضا من تفاقم المجاعة في الصومال بعد تجدد الاشتباكات واستمرار الجفاف الذي يضرب البلاد منذ سنوات. كما ولها نشاطات بما يخص اللاجئين السوريين في تركيا ولبنان والأردن من خلال محاولتها تأمين بعض الاحتياجات اليومية والمدرسية